# مافيا أرمنية
المافيا الأرمنية (بالأرمنية: Հայկական մաֆիա)‏ هو مصطلح عام لعصابات الجريمة المُنظمة التي تتكون من أشخاص ينتمون إلى العرق الأرمني.
في أرمينيا، يتم تنظيم الهيكل في عشائر تسمى yekhpayrutyuns.

## النشاط الدولي

### ألمانيا
في عامي 2009 و2011، أطلق مكتب الشرطة الجنائية الفيدرالية الألمانية (BKA) التحقيق ضد المافيا الأرمنية في ألمانيا. وفي ذلك الوقت كانت هناك شبهة تهريب مخدرات، ولم يتم إثباتها بعد. في غضون ذلك، وجد المكتب أن هناك عشيرتين أرمنيتين على الأقل في إرفورت في حالة حرب مع بعضهما البعض.
في 13 يوليو 2014، أصيب رجلان بجروح بالغة عندما دخلت عشيرتان في مشاجرة تم خلالها إطلاق النار في إرفورت. وأفادت إم دي آر ثورونجن أنه بعد عدة أشهر من التحقيقات، ألقت الجنائيات الألمانية القبض على تاجر السيارات آرثر ز. البالغ من العمر 31 عامًا وكارو س. البالغ من العمر 26 عامًا للاشتباه في تهريب المخدرات، إذ اكتشفت الشرطة خلال المداهمات 35 كيلوغرامًا من الماريجوانا.

### فرنسا
استهدفت قوات الدرك الفرنسية، بدعم ميداني من يوروبول، المشتبه بهم في جميع أنحاء فرنسا الذين يُعتقد أنهم جزء من مجموعة مافيا أرمنية متورطة في أنشطة إجرامية واسعة النطاق، بما في ذلك تهريب السجائر والابتزاز وغسل الأموال. 
تم إجراء أكثر من 27 عملية تفتيش لمنازل في رين، وجاب، وسانت إتيان، ونانسي، وستراسبورغ، وهاجينو، وريمس، وشالون سور ساون، وباريس، ونانت، وليموج، وبريست. ونتيجة لذلك، تم القبض على 21 مشتبها بهم، من بينهم شخص يعتقد أنه عضو رفيع المستوى في مجموعة المافيا هذه. وتمت مصادرة نحو 23 ألف يورو نقدًا في المبنى، بالإضافة إلى أكثر من 2000 علبة سجائر، 23 كيلو من التبغ الخام و6 أسلحة.
في ديسمبر 2018، نفذت الشرطة الفرنسية عملية تحمل الاسم الرمزي VORS 69-01 ضد عصابة إجرامية تعمل في فرنسا وبلجيكا، والتي ضمت كُلًا من المافيا الأرمنية والجورجية. وتورطت النقابة في عمليات السطو وتهريب المخدرات وتزوير المستندات. وشارك في العملية أكثر من 300 ضابط شرطة وطائرة. وكان من بين المعتقلين 9 مواطنين جورجيين، اثنان منهم لصوص القانون.

### إسبانيا
اعتقلت قوات الحرس المدني الإسباني 15 شخصا في إطار تحقيق بشأن التلاعب بنتائج مباريات التنس. ونشرت وكالة شرطة الاتحاد الأوروبي يوروبول معلومات تفيد بأنه تم تنفيذ 11 عملية تفتيش لمنازل في إسبانيا، وتمت مصادرة 167 ألف يورو (151 ألف جنيه إسترليني) نقدًا، بالإضافة إلى بندقية. وأضافت أنه تم أيضًا ضبط أكثر من 50 جهازًا إلكترونيًا وبطاقات ائتمان وخمس مركبات فاخرة ووثائق متعلقة بالقضية. كما تم تجميد 42 حسابا مصرفيا.[بحاجة لمصدر] وقالت يوروبول في بيان إن "مجموعة إجرامية من الأفراد الأرمن استخدمت لاعب تنس محترف، كان بمثابة حلقة الوصل بين العصابة وبقية المجموعة الإجرامية". وأضاف الحرس المدني الإسباني أنه "بمجرد حصولهم على الرشوة، ذهب الأعضاء الأرمن إلى الأماكن التي تقام فيها المباريات للتأكد من أن اللاعب قد نفذ ما اتفقوا عليه، وتحقيق أقصى استفادة من حجمهم المهيب". وأضاف: "تم اعتقال 15 شخصا، من بينهم قيادات في التنظيم، كما تم التحقيق مع 68 آخرين".

### الولايات المتحدة
في سبتمبر 1995، ألقى مكتب التحقيقات الفيدرالي القبض على أعضاء من المافيا الأرمنية في شمال هوليوود بتهمة الابتزاز والاحتيال وغيرها من عمليات الاحتيال.